# Boutique TV
«Boutique TV» — український спеціалізований телеканал з телепродажу ювелірних виробів, прикрас, аксесуарів тощо.

## Про канал
Телеканал розпочав мовлення 15 листопада 2012 року.
Телеканал «Boutique TV» — єдиний телебутік краси в Україні. Канал працює щоденно по 18 годин у прямому етері.
У зв'язку з початком російського вторгнення в Україну 24 лютого 2022 року телеканал «Boutique TV» призупинив своє мовлення.

## Критика
Моніторинг Національної ради з питань телебачення та радіомовлення показав, що телеканал «Boutique TV» не поширював інформацію про День пам'яті Героїв Небесної Сотні 20 лютого 2020 року у повному обсязі, а саме мінімум — раз у дві години, також о 12:00 телеканал не оголошував хвилину мовчання.